# Striella balani
Striella balani är en kräftdjursart som beskrevs av Peter W. Glynn 1968. Striella balani ingår i släktet Striella och familjen klotkräftor. Inga underarter finns listade i Catalogue of Life.